# Morti nel 1170
| Questa pagina contiene informazioni ricavate automaticamente dalle voci biografiche con l'ausilio del template Bio e di un bot. L'aggiornamento è periodico e automatico e ricostruisce completamente la pagina. Se manca una persona in questa lista, sei pregato di non aggiungerla, ma accertati piuttosto che la sua voce biografica contenga il template Bio e che i dati anagrafici siano correttamente compilati. Se il template Bio manca, inseriscilo tu stesso o, in alternativa, metti l'avviso {{tmp\|Bio}} che ne segnala la mancanza. Se i dati riportati sono sbagliati, correggi direttamente la voce biografica; le modifiche saranno visibili in questa lista entro pochi giorni. Per chiarimenti vedi il progetto biografie. La lista contiene solo le 22 persone che sono citate nell'enciclopedia e per le quali è stato implementato correttamente il template Bio. Pagina aggiornata al 18 ago 2025. |

- 23 aprile - Minamoto no Tametomo, militare giapponese (n. 1139)
- 30 aprile - Gastone V di Béarn, nobile francese
- 21 maggio - Godric, monaco cristiano e compositore inglese
- 25 luglio - Rinaldo II di Bar, nobile
- 19 agosto - Mstislav II di Kiev, principe
- 4 settembre - Santa Rosalia, santa italiana (n. 1130)
- 6 settembre - Qutb al-Din Mawdud, sovrano siriano (n. 1130)
- 14 novembre - Giovanni da Tufara, italiano (n. 1084)
- 18 novembre - Alberto I di Brandeburgo, nobile tedesco (n. 1100)
- 15 dicembre - Marino, abate italiano
- 17 dicembre - Wivine di Gran Bigard, badessa belga (n. 1103)
- 18 dicembre - Al-Mustanjid, califfo (n. 1124)
- 29 dicembre - Tommaso Becket, arcivescovo cattolico inglese (n. 1118)
- Benincasa di Pisa, presbitero italiano
- Ranieri Bottacci, politico e diplomatico italiano
- Carlo II, vescovo cattolico italiano
- Abu Hamid al-Gharnati, viaggiatore spagnolo (n. 1080)
- Ottone I di Ravensberg, nobile tedesco
- Ruben II d'Armenia, principe (n. 1165)
- Owain Gwynedd, re gallese
- Hywel ab Owain Gwynedd, poeta e nobile gallese (n. 1130)
- Ebolo III di Ventadorn, nobile francese